# Štefan Lipták
Štefan Lipták (ur. 23 stycznia 1937 w Spiskim Podgrodziu, zm. 13 września 2020) – słowacki językoznawca, dialektolog i slawista.
Zajmował się badaniami gwaroznawczymi (dialektologią języka słowackiego, gwarami wschodniosłowackimi) oraz kontaktem językowym między grupami zachodniosłowiańską a wschodniosłowiańską.
Ukończył studia słowacystyczne na Wydziale Filozoficznym Uniwersytetu Pavla Jozefa Šafárika w Preszowie. W 1968 r. uzyskał tytuł PhDr. (tzw. mały doktorat), w 1975 r. został kandydatem nauk (CSc.).
W latach 1967–1995 był zatrudniony w Instytucie Językoznawstwa im. Ľudovíta Štúra.
W 1976 r. otrzymał srebrną odznakę honorową Słowackiej Akademii Nauk za zasługi na polu nauk społecznych.